# 露朝修好通商条約
露朝修好通商条約（ろちょうしゅうこうつうしょうじょうやく、朝鮮語: 조로 수호 통상 조약（朝露修好通商條約）、英語: Treaty of Amity and Commerce between Russia and Korea）は1884年7月25日、漢城においてロシア帝国と李氏朝鮮の間で締結された条約である。

## 背景
1876年、日本帝国の軍艦が江華島に接近し、朝鮮の砲台がこれに発砲して双方が武力を行使した江華島事件の結果、朝鮮は日本と日朝修好条規を調印した。この日本の最初の進出によって朝鮮の鎖国は破られ、これにより、いくつかの西洋諸国との条約交渉が可能になった。 
1882年、アメリカ合衆国と朝鮮は米朝修好通商条約を締結し、外交関係を確立した。これは、その後の他の西洋諸国との条約交渉の規範として機能した。

## 概要
ロシアと朝鮮は、他の西側諸国と同様の規定で複数条から成る条約について交渉し、調印した。 
ロシアから朝鮮への公使は、この条約により任命された。1885年10月14日に任命されたカール・イバノビッチ・ヴェーバー、1898年3月28日に任命されたアレクセイ・ニコラビッチ・シュペイエル、1898年12月13日に任命されたパーヴェル・パヴロフである 。 
この条約は、1905年に結ばれた第二次日韓協約によって大韓帝国（1897年、朝鮮は国号を「大韓」に変更）が日本の保護国となったあとも有効であった。